# Gerard Vilar i Roca
Gerard Vilar i Roca (Barcelona, 18 de setembre de 1954) és un filòsof català.

## Trajectòria
Cursà estudis de filosofia i es llicencià a la Universitat Autònoma de Barcelona, entrant en contacte amb professors com Javier Muguerza, Victòria Camps i Josep Maria Casalmiglia, i també amb altres com Manuel Sacristán i Jacobo Muñoz, tots ells eminents filòsofs. Obtingué diverses beques, per a formar-se com a investigador i també per a estudiar a l'estranger. Així, es va formar a la Universitat de Frankfurt, a la Universitat de Constança i a la Universitat Humboldt de Berlín. S'ha interessat bàsicament per temes d'estètica i pel marxisme, més concretament per l'Escola de Frankfurt. Ha estat professor invitat a l'Instituto de Investigaciones Filosóficas de la UNAM de Mèxic, a l'Institut für Philosophie de la Universitat de Potsdam i al Department of Philosophy de la Northwestern University. Dirigeix la revista d'estètica Disturbis des de 2007. Des de 1995 fins al 2009 va dirigir la revista de filosofia Enrahonar. A finals dels anys 1970 i principi dels 1980 formà part del Col·lectiu Crítica, juntament amb Antoni Domènech i Jordi Guiu.
Vilar inicià la seva activitat docent com a ajudant de Xavier Rubert de Ventós a l'Escola Tècnica Superior d'Arquitectura de Barcelona i des del 1986 a la Universitat Autònoma, primer com a professor titular i des de 2002 com a catedràtic d'estètica. Des de finals de 2017 és president de la Sociedad Española de Estética y Teoría de las Artes.

## Pensament
El tema general de la filosofia de Vilar ha estat el concepte de raó i també la definició de la subjectivitat moderna. La relació entre l'ètica i l'estètica en l'art i la literatura ha estat una altra constant que l'ha portat a connectar-se especialment amb la teoria crítica alemanya i alguns filòsofs analítics anglosaxons com Nelson Goodman i Arthur Danto.[1]
En l'obra de Vilar es poden distingir tres etapes principals: 
1) Una primera etapa en la qual defensa el concepte de «raó praxeològica» com a racionalitat teoricopràctica, especialment en els seus llibres Raó i marxisme i Discurs sobre el senderi. En aquesta etapa Vilar considera que no hi ha altra forma de raó que la raó instrumental, encara que l'interpreta en el sentit marxià d'una relació permanent de correcció mútua entre teoria i praxi. Aquest plantejament, però, no li permet abordar el problema de la racionalitat dels fins ètics i polítics, com li passava a la filosofia de Karl Marx.
2) En la segona etapa, que s'estén al llarg dels anys 1990 i en la qual va allunyar-se de la seva primera concepció, Vilar defensa, en línia amb Jürgen Habermas i Albrecht Wellmer, la importància del llenguatge i el seu potencial de racionalitat, però atenent més al desacord i l'error que no pas al consens que buscaven aquells. Això és al que Vilar apunta amb la noció de «raó insatisfeta».
3) Des del 2000 endavant, període en el qual s'interessa sobretot per la «raó estètica», entesa fonamentalment com a racionalitat creativa i generadora de disturbis de l'ordre i de les funcionalitats establertes. Per a Vilar, l'experiència estètica consisteix a produir «disturbis de la raó», però aquests desordres estètics no són merament negatius i crítics, sinó que tenen una productivitat positiva en permetre accedir a altres formes de coneixement que les dominades per la raó instrumental. Per a Vilar, com per a Theodor Adorno: «La funció de l'art avui es mancar de funció», o, en altres paraules, l'art té com a utilitat crear desordre, tesi que l'engloba en el pensament de la postmodernitat.

## Llibres
- Raó i Marxisme. Materials per a una història del racionalisme. Barcelona: Edicions 62. 1979
- Discurs sobre el senderi. Barcelona: Edicions 62. 1986
- Les cuites de l'home actiu. Fenomenologia moral de la modernitat. Barcelona: Anthropos. 1990
- Individualisme, ètica i política. Barcelona: Edicions 62. 1992
- La razón insatisfecha. Barcelona: Crítica. 1999
- El desorden estético. Barcelona: Idea Books. 2001
- Las razones del arte. Madrid: Machado. 2005
- Desartización. Paradojas del arte sin fin, Salamanca: EUSAL, 2010
- Precariedad, estética y política, El Ejido: Círculo Rojo, 2017
- Lyotard: estètica i política, Barcelona: Gedisa, 2019. Versió castellana: J.F. Lyotard. Estética y política'', Barcelona: Gedisa. 2021
- Disturbios de la razón. La investigación artística, Madrid: Machado, 2021.
- (amb Jèssica Jaques) Pensar con el paladar. Una estética gustatoria, Barcelona: Edicions UAB, 2024

## Traduccions
- I. Kant, Prolegòmens a tota metafísica futura, Barcelona: Laia, 1982; 2a edició Edicions 62, 1996.
- J. Habermas, Coneixement i interès, Barcelona: Edicions 62/Diputació de Barcelona 1987.
- K. Marx, Manuscrits econòmico-filosòfics, Barcelona: Edicions 62, 1991.
- J. Habermas/J. Rawls, Debate sobre el liberalismo político, Barcelona: Paidós, 1998.
- T. W. Adorno. Sobre la música. Barcelona: Paidós. 2000 (amb Marta Tafalla).
- G. W. F. Hegel. Lliçons d'Estètica. (Selecció) Barcelona: Edicions 62. 2001.
- Y. Michaud, El juicio estético, Barcelona: Idea Books, 2002.
- A. Danto. La Madonna del Futuro. Barcelona: Paidós. 2003.
- N. Carroll. La filosofía del terror o paradojas del corazón. Madrid: Machado. 2005.